# Søren Madsen
Søren Madsen (* 31. Mai 1976 in Middelfart) ist ein ehemaliger dänischer Ruderer. 

## Sportliche Karriere
Madsen belegte bei den Junioren-Weltmeisterschaften 1993 den achten Platz im Achter, 1994 war er Achter im Doppelzweier. Bei den U23-Weltmeisterschaften 1996 belegte er mit dem Doppelvierer den sechsten Platz, 1998 war er Vierter im Leichtgewichts-Einer. In der Erwachsenenklasse belegte er bei den Weltmeisterschaften 1998 den elften Platz im Leichtgewichts-Doppelzweier, 1999 fuhr der dänische Leichtgewichts-Doppelzweier auf den fünfzehnten Platz. 
2000 wechselte Madsen zu den Riemenbooten und rückte vor den Olympischen Spielen in Sydney für Thomas Poulsen in den Leichtgewichts-Vierer ohne Steuermann. Mit Thomas Ebert, Eskild Ebbesen und Victor Feddersen belegte er in Sydney den dritten Platz hinter den Franzosen und den Australiern. In der Weltcup-Saison 2001 gewann Madsen bei drei Regatten im Vierer, in Sevilla siegte er mit Thomas Ebert im Leichtgewichts-Zweier. Bei den Weltmeisterschaften 2001 ruderten Thomas Ebert, Thor Kristensen, Søren Madsen und Eskild Ebbesen auf den zweiten Platz hinter dem österreichischen Boot. 2002 wechselte Madsen in den Leichtgewichts-Achter, mit dem er den vierten Platz bei den Weltmeisterschaften 2002 belegte.
Der 1,85 m große Søren Madsen trat für den Middelfart Roklub an.